# Serpuchow
Serpuchow (russisch Се́рпухов) ist eine russische Großstadt mit 127.041 Einwohnern (Stand 14. Oktober 2010) in der Oblast Moskau. Sie liegt rund 90 km südlich von Moskau an der Oka.
Nach Serpuchow ist die geologische Stufe Serpukhovium benannt sowie ein Schiff der Bujan-Klasse.

## Geschichte
Die Stadt, die schon seit dem 14. Jahrhundert besteht, wurde im 16. Jahrhundert zur Festung ausgebaut, um Moskau von Süden her zu schützen. Bereits während des Stehens an der Ugra war die Stadt Stützpunkt des Heeres des Großfürstentums Moskau unter Großfürst Iwan III. gewesen. Nach dem Wachsen des Russischen Reiches nach Süden entwickelte sie sich zu einer Handelsstadt und zu einem religiösen Zentrum, unter anderem durch die beiden Klöster in ihrer Nähe: das Wladytschny- und das Wyssozki-Kloster. Die Textilindustrie hielt im 19. Jahrhundert Einzug. In der Zeit der Sowjetunion wurde die Industrie ausgebaut, die heute unter anderem Maschinenbau (z. B. den zeitweiligen Automobilhersteller SeAZ), Möbel- und Kleiderherstellung umfasst.

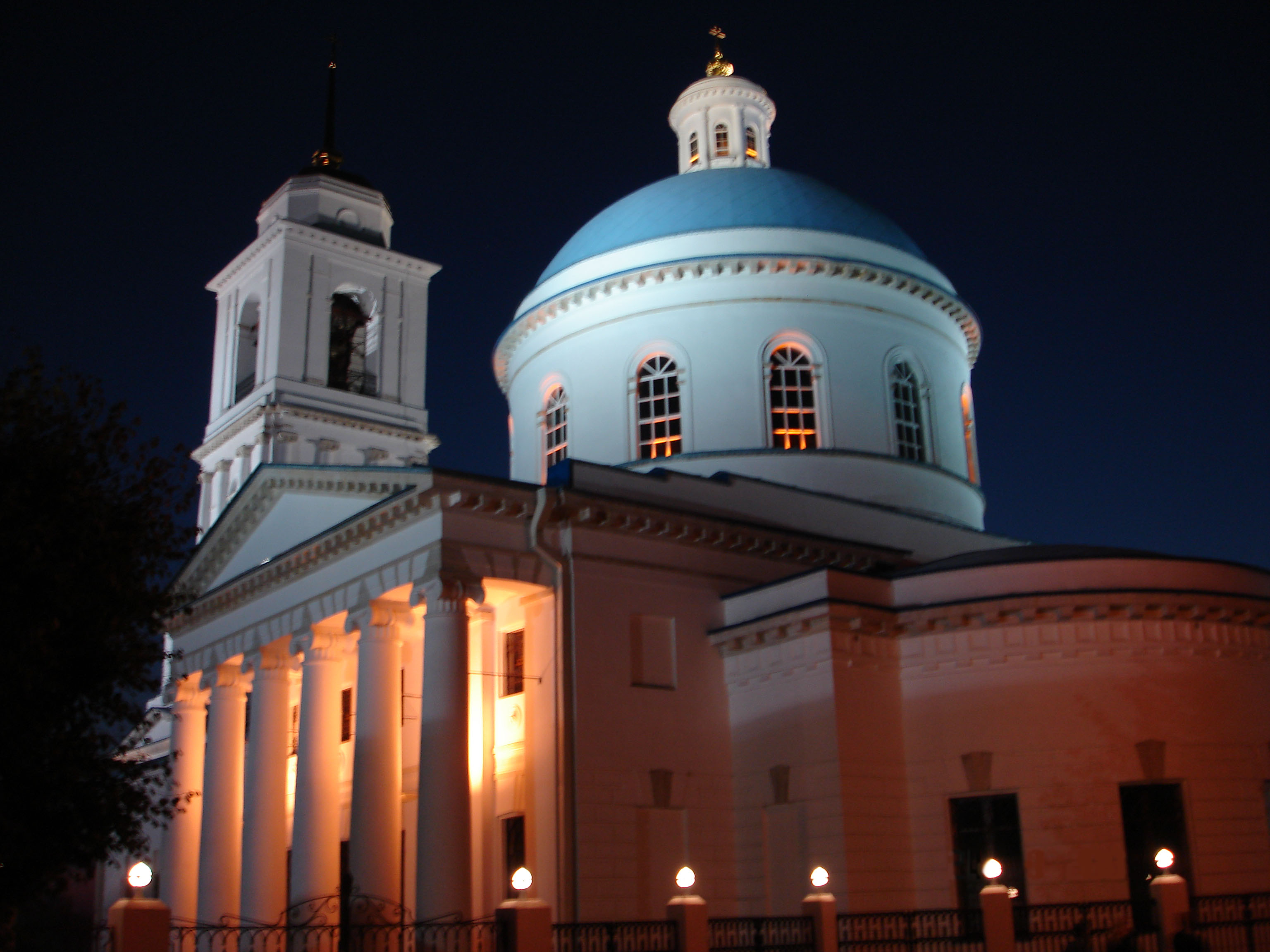
Kathedrale des Heiligen Nikolaus
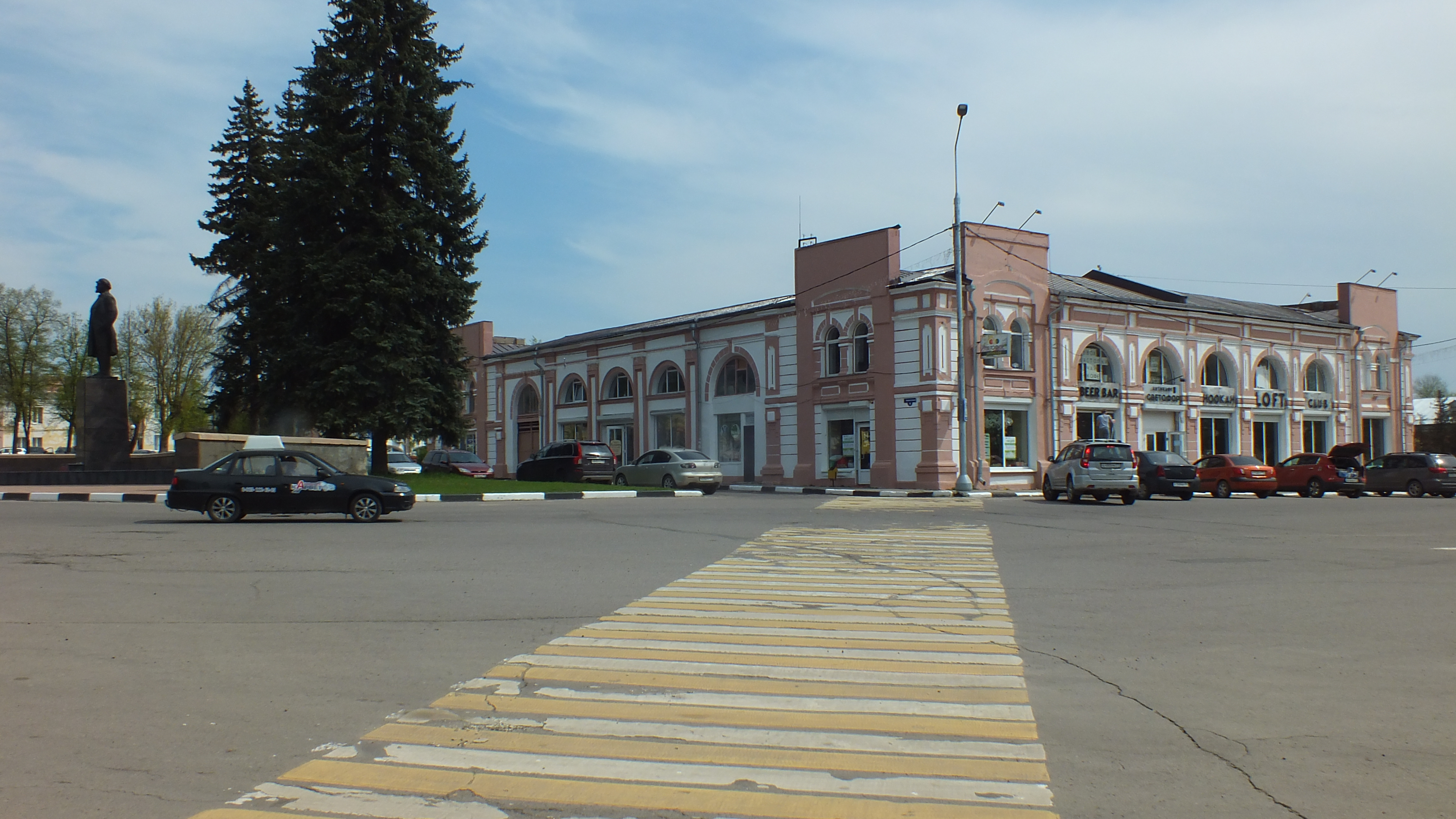
Ehemaliges Handelshaus

### Bevölkerungsentwicklung
| Jahr | Einwohner |
| ---- | --------- |
| 1897 | 30.571    |
| 1926 | 56.000    |
| 1939 | 90.727    |
| 1959 | 106.387   |
| 1970 | 124.293   |
| 1979 | 139.717   |
| 1989 | 143.618   |
| 2002 | 131.097   |
| 2010 | 127.041   |

Anmerkung: Volkszählungsdaten (1926 gerundet)

## Infrastruktur
Die Stadt hat mehrere Schulen und Bildungsinstitutionen. Sie liegt an der russischen Fernstraße M 2, die von Moskau nach Charkiw führt, sowie an der ringförmig um Moskau herum verlaufenden A 108. Zudem hat Serpuchow einen Bahnhof an der Bahnstrecke Moskau – Kursk.
Etwa 35 km nordöstlich von Serpuchow, in Kurilowo in der Oblast Kaluga liegt die Militärbasis Serpuchow-15. Hier leistete Stanislaw Jewgrafowitsch Petrow Dienst, als er sich bei dem Vorfall am 26. September 1983 entschied, einen von der Automatik fälschlich gemeldeten Angriff durch US-amerikanische Minuteman-Raketen als Fehlalarm zu werten und damit einen atomaren Erstschlag der Sowjetunion verhinderte.
Nach Serpuchow benannt wird auch manchmal das 15 km von Serpuchow in Protwino gelegene Institut für Hochenergiephysik (IHEP).

## Söhne und Töchter der Stadt
- Michail Balakin (* 1961), Unternehmer
- Nikolai Bogolepow (1846–1901), Volksbildungsminister
- Nadeschda Bykowa (1907–1997), Architektin
- Wiktor Grischin (1914–1992), Politiker
- Tatjana Kortawa (* 1960), Linguistin und Hochschullehrerin
- Antonina Lasarewa (* 1941), Hochspringerin
- Stanisław Leśniewski (1886–1939), polnischer Philosoph, Mathematiker und Logiker
- Stepan Lewitski (1876–1924), Schachspieler
- Wiktorija Lomasko (* 1978), Künstlerin und Kuratorin
- Oleg Menschikow (* 1960), Schauspieler
- Alexander Muchin (* 2002), Fußballspieler
- Walentin Muratow (1928–2006), Turner
- Wiktor Prschijalkowski (1930–2016), Computeringenieur
- Gawrila Solodownikow (1826–1901), Kaufmann, Unternehmer, Philanthrop und Mäzen

## Städtepartnerschaften
Serpuchow listet folgende achtzehn Partnerstädte auf:
| Stadt           | Land                               |
| --------------- | ---------------------------------- |
| Alexin          | Russland                           |
| Antalya         | Türkei                             |
| Balaklija       | Charkiw, Ukraine                   |
| Bobigny         | Île-de-France, Frankreich          |
| Ceadîr-Lunga    | Gagausien, Republik Moldau         |
| Çeşme           | Izmir, Türkei                      |
| Danilovgrad     | Montenegro                         |
| Forssa          | Kanta-Häme, Finnland               |
| Iwano-Frankiwsk | Ukraine                            |
| Lindau          | Bayern, Deutschland                |
| Malojaroslawez  | Russland                           |
| Mělník          | Mittelböhmische Region, Tschechien |
| Prawez          | Sofia, Bulgarien                   |
| Richmond        | Indiana, Vereinigte Staaten        |
| Saslauje        | Minsk, Belarus                     |
| Sjewjerodonezk  | Luhansk, Ukraine                   |
| Sluzk           | Minsk, Weißrussland                |
| Sousse          | Tunesien                           |
| Verona          | Venetien, Italien                  |
| Wraza           | Bulgarien                          |
| Zhanjiang       | Guangdong, Volksrepublik China     |